# A Man Apart
A Man Apart —Diablo en España; Un Hombre Diferente en Hispanoamérica— es una película del año 2003 dirigida por F. Gary Gray y escrita por Cristiano Gudegas y por Paul Scheuring, protagonizada por Vin Diesel junto a Larenz Tate, Timothy Olyphant y Geno Silva.

## Argumento
Sean Vetter (Vin Diesel) pertenece a un equipo antinarcóticos de la DEA que lleva siete largos años esperando atrapar al poderoso jefe del cartel de baja California, Memo Lucero (Geno Silva). Cuando por fin lo arrestan, irrumpen en la casa de Sean y matan a su esposa Stacy Vetter (Jacqueline Obradors), en un tiroteo en el que Sean queda herido y en coma un largo tiempo; cuando despierta del coma, es cuando Sean Vetter, junto a su fiel amigo Demetrius Hicks (Larenz Tate), inicia una violenta venganza alejándose de la ley, buscando encontrar a los responsables de la muerte de su esposa y acabando con toda una red de comercio ilegal de drogas que opera en la frontera entre Estados Unidos y México.

## Taquilla
La película en Estados Unidos logró alcanzar la cifra de $ 26 736 098 y en el resto del mundo una cifra de $ 17 614 828, dejando un total mundial de $ 44 350 926.

## Reparto
| Actor               | Personaje       |
| ------------------- | --------------- |
| Vin Diesel          | Sean Vetter     |
| Larenz Tate         | Demetrius Hicks |
| Geno Silva          | Memo Lucero     |
| Timothy Olyphant    | Hollywood Jack  |
| Jacqueline Obradors | Stacy Vetter    |
| Karrine Steffans    | Candice Hicks   |
| Steve Eastin        | Ty Frost        |
| Juan Fernández      | Mateo Santos    |
| Jeff Kober          | Pomona Joe      |
| Marco Rodríguez     | Hondo           |
| Mike Moroff         | Gustavo León    |
| Emilio Rivera       | Garza           |
| George Sharperson   | Big Sexy        |
| Malieek Straughter  | Sobredosis      |
| Alice Amter         | Marta           |
| Ken Davitian        | Ramón Cadena    |